# 大縄場大橋

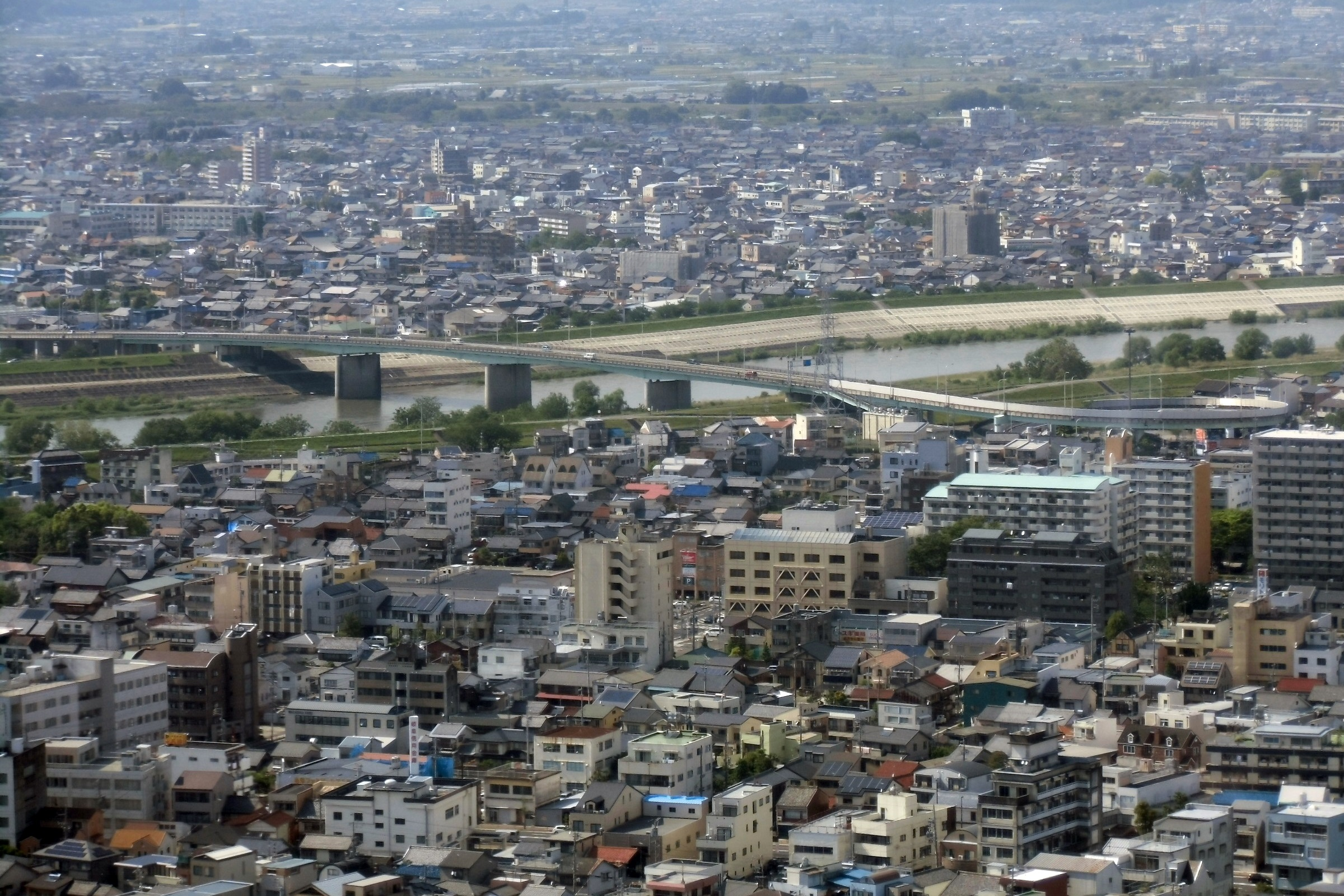
岐阜シティ・タワー43展望室から望む大縄場大橋

大縄場大橋（おおなわばおおはし）は、岐阜県岐阜市の長良川に架かる主要地方道岐阜関ケ原線（岐阜県道53号岐阜関ケ原線）の橋である。岐阜市中心部から本巣郡北方町、本巣市、揖斐郡大野町、安八郡神戸町、揖斐郡池田町方面への主要道路を担う。
長良川左岸側は既設道路（都通り及び都市計画道路美江寺町西野町線）までの距離が短く、まっすぐに道と橋を結べないため、取付道路がループ構造の高架橋となっている。

## 概要
主要地方道岐阜関ケ原線（都市計画道路岐阜北方線）が長良川を越す箇所に架かる橋として、1971年（昭和46年）頃に計画されたが、長良川左岸の橋取付部分について該当地区に事業計画を下したところ、反対運動が組織されて用地買収交渉に時間を要する事となった。また、右岸の島地区も土地区画整理事業が大幅に遅れたため、橋の用地買収・設計が1974年（昭和49年）の都市計画決定から10年も経る事となった。同年中に事業認可を受けた、仮称「清流大橋」と名付けられた同橋の構想は、278.8 mの本橋、右岸取付け328.5 m、左岸取付け381.6 mで、総延長988.9 m、幅員20.9-34.0 mを想定し、総事業費は83億6000万円とされた。
右岸の用地は「島土地区画整理事業」で確保し、左岸の用地は任意買収で確保を行い、1986年度（昭和61年度）に工事着工、1991年度（平成3年度）に竣工し、1992年（平成4年）12月6日に供用開始された。
地元では仮称「清流大橋」を「島大橋」という名称にするよう島広報連合会が岐阜県知事や岐阜市長に陳情を行っていたが、左岸取付け部の町名から「大縄場大橋」と名付けられている。なお「島大橋」の名称は、主要地方道岐阜関ケ原線の伊自良川と根尾川（古根尾川）を跨ぐ橋で採用されている。

## 諸元
- 供用開始：1992年（平成4年）12月6日
- 延長：278.8 m（本橋部分）、211.281 m（左岸側径間高架橋及び左岸ループ高架橋）
- 幅員：20.8 m（車道7.25 m×2、歩道2.25 m×2）
- 橋梁形式：3径間連続PCホロースラブ橋（PC中空床版橋）×2連、単純合成箱桁、4径間連続非合成箱桁、単純合成箱桁
- 支間
  - 3径間連続PCホロースラブ橋部：75.0 m（3×25.0 m）2連
  - 単純合成箱桁部：57.2 m
  - 4径間連続箱桁部：278.8 m（63.0 + 76.0 + 76.0 + 63.0 m）
  - 単純合成箱桁部：211.281 m（45.281 + 41.5 + 36.7 + 27.0 + 31.5 + 27.0 m）
- 鋼重
  - 右岸・本橋部：2,314 t
  - 左岸部：1,409 t
- 床版形式：RC床版
- 橋台：逆T式橋台
- 橋脚：壁式橋脚
- 基礎：鋼管杭基礎、ニューマチックケーソン基礎
- 所在地：岐阜県岐阜市大縄場 - 東島
- 管理者：岐阜県
- 表彰：岐阜市都市美創出賞（1995年）

※ 大縄場大橋は、本橋部分（延長278.8 m）以外に、大縄場大橋右岸高架橋、大縄場大橋右岸側径間高架橋、大縄場大橋左岸側径間高架橋、大縄場大橋左岸ループ高架橋から構成されている。

## ギャラリー

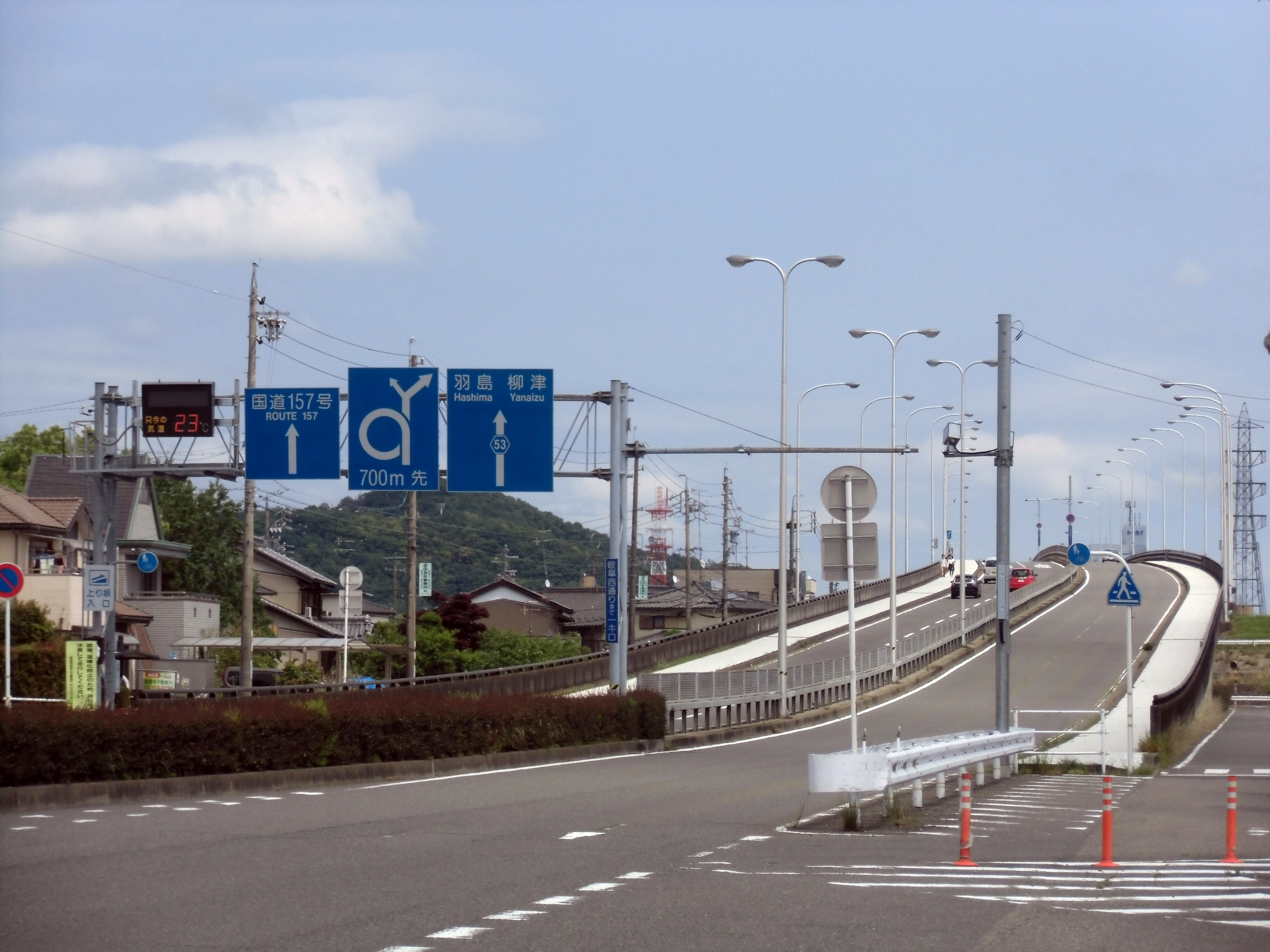
大縄場大橋西交差点付近から望む大縄場大橋（右岸高架橋）
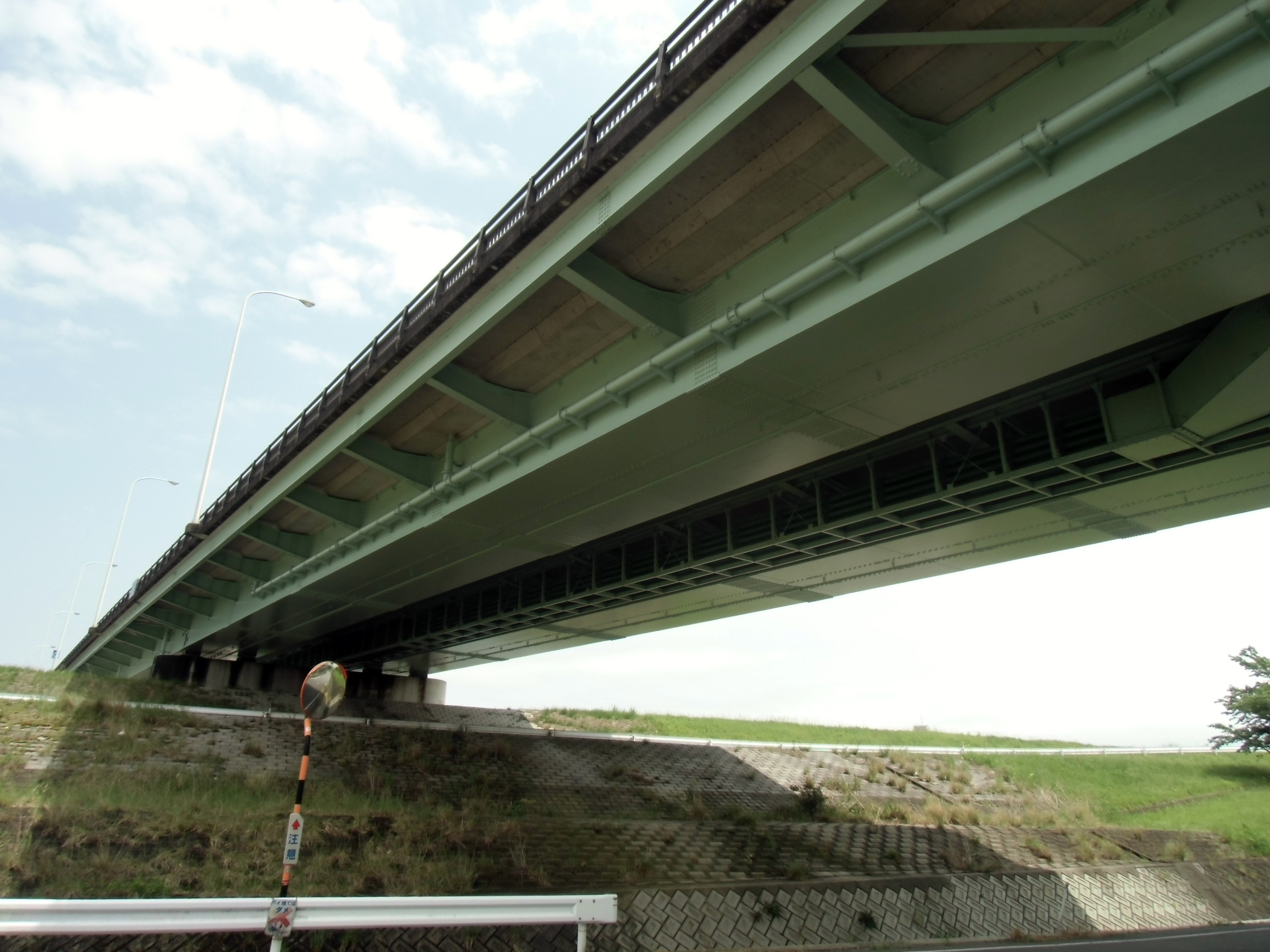
右岸側径間高架橋
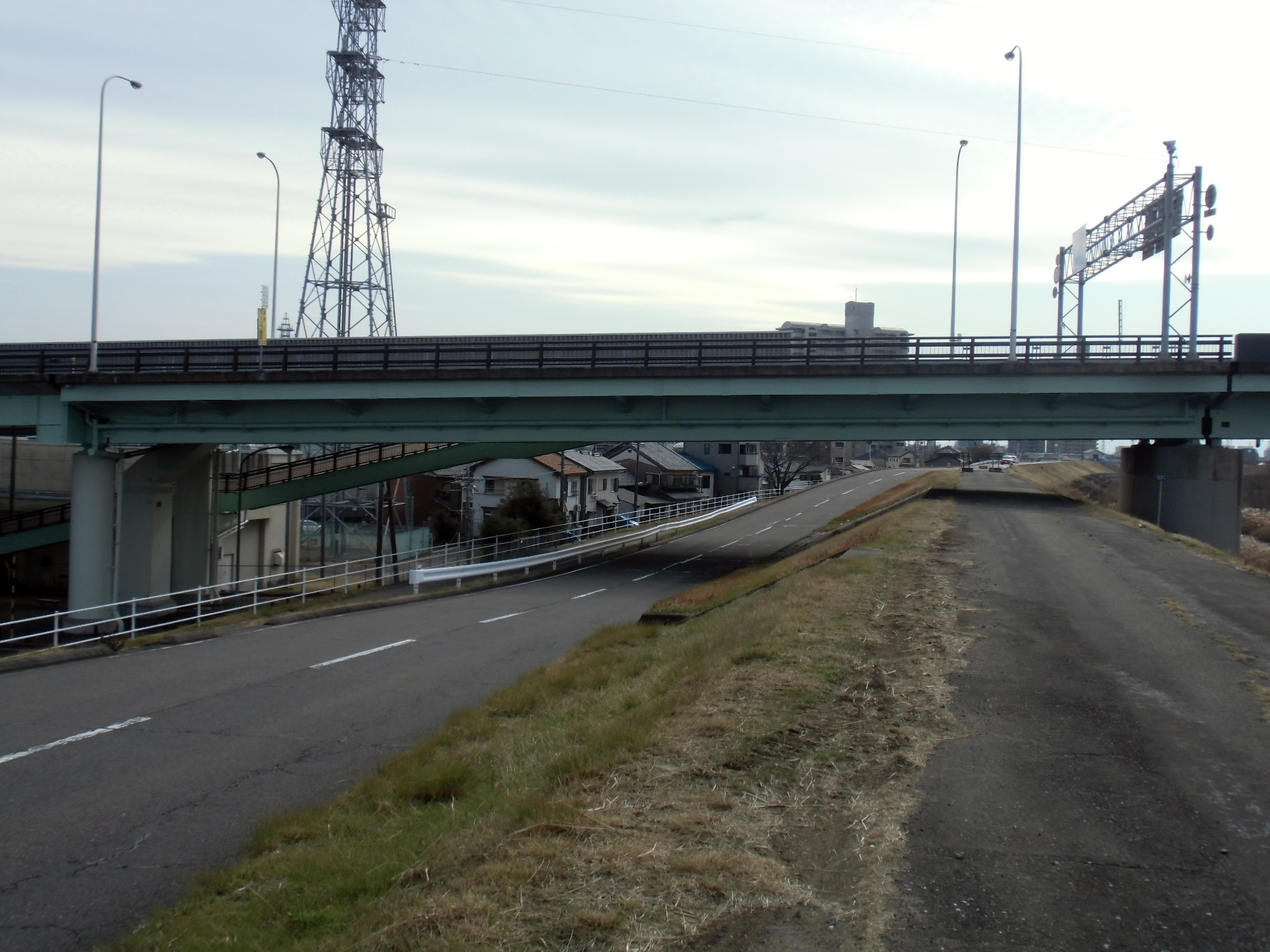
左岸側径間高架橋
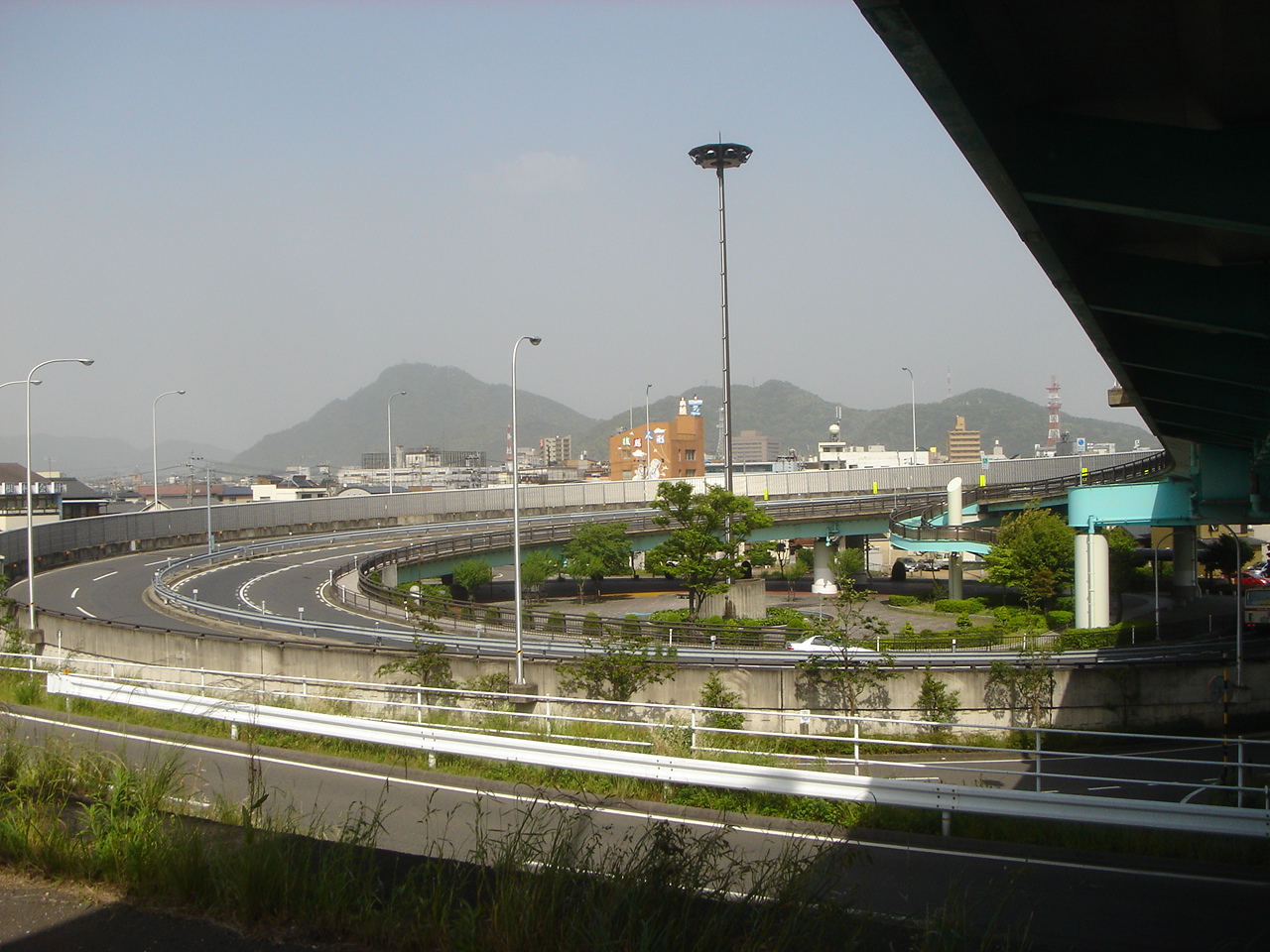
左岸ループ高架橋

## 周辺
長良川左岸部の北側に岐阜県立岐阜高等学校（岐阜市大縄場三丁目1番地）がある。